# Aphanosauria
Los afanosaurios (Aphanosauria, en griego "lagartos ocultos") son un clado de reptiles arcosaurios que vivieron durante el período Triásico y son considerados como los más antiguos representantes de Avemetatarsalia, situándose en la base de los avemetatarsalianos, una de las dos ramas principales de los arcosaurios; la otra rama es Pseudosuchia, que incluye a los actuales crocodilianos. Los afanosaurios poseen características de ambos grupos, lo que indica que son el clado más antiguo y primitivo de los avemetatarsalianos, al menos en términos de su posición en el árbol familiar de los arcosaurios. Otros miembros de ese grupo incluyen a los pterosaurios voladores, los pequeños lagerpétidos bípedos, los herbívoros silesáuridos, y a los increíblemente diversos dinosaurios, los cuales sobreviven hasta el presente siendo representados por las aves. Aphanosauria es definido formalmente como el clado más incluyente que contiene a Teleocrater rhadinus y a Yarasuchus deccanensispero no a Passer domesticus (el gorrión común) o Crocodylus niloticus (el cocodrilo del Nilo). Este grupo fue reconocido por primera vez con la descripción de Teleocrater. Aunque son conocidos solo a partir de unos pocos géneros, los afanosaurios tuvieron una extensa distribución por el antiguo continente de Pangea durante el Triásico Medio. Se trataba de un grupo de carnívoros de cuello alargado lentos y cuadrúpedos, como un lagarto, un tipo corporal más parecido al de los arcosaurios basales que a los avemetatarsalianos como los pterosaurios, lagerpétidos y los primeros dinosaurios. Adicionalmente, ellos parecen poseer tobillos de tipo 'crocodiliano' (con una articulación crurotarsal), mostrando que los tobillos 'mesotarsales avanzados' (del tipo adquirido por muchos dinosaurios, pterosaurios, lagerpétidos y los silesáuridos avanzados) no son un rasgo basal para el clado entero de los Avemetatarsalia. Aun así, ellos poseían tasas de crecimiento más elevadas comparadas con las de sus contemporáneos, indicando que crecían rápidamente, más como las aves que los reptiles modernos.
A continuación, se muestra la posición de Aphanosauria de acuerdo con Ezcurra et al. (2020):
|             | †Aphanosauria                                                         |
|             |                                                                       |
| Ornithodira | \| \| †Pterosauromorpha \| \| \| \| \| \| Dinosauromorpha \| \| \| \| |
|             | \| \| †Pterosauromorpha \| \| \| \| \| \| Dinosauromorpha \| \| \| \| |
|             | †Pterosauromorpha                                                     |
|             |                                                                       |
|             | Dinosauromorpha                                                       |
|             |                                                                       |

|  | †Pterosauromorpha |
|  |                   |
|  | Dinosauromorpha   |
|  |                   |

|             | †Aphanosauria                                                         |
|             |                                                                       |
| Ornithodira | \| \| †Pterosauromorpha \| \| \| \| \| \| Dinosauromorpha \| \| \| \| |
|             | \| \| †Pterosauromorpha \| \| \| \| \| \| Dinosauromorpha \| \| \| \| |
|             | †Pterosauromorpha                                                     |
|             |                                                                       |
|             | Dinosauromorpha                                                       |
|             |                                                                       |

|  | †Pterosauromorpha |
|  |                   |
|  | Dinosauromorpha   |
|  |                   |